# Pinnacle Studio
Pinnacle Studio van Corel is een computerprogramma om films mee te bewerken. Het is een van de bekendste videobewerkingsprogramma's en bekend is door de gebruiksvriendelijkheid.

## Stappen
Videobewerken met Pinnacle Studio werkt in stappen. Eerst moet de video opgenomen worden van een videocamera, aangesloten op een USB- of Firewire poort. Tijdens het opnemen worden er automatisch scènes gedetecteerd, om het bewerken te vergemakkelijken. In de modus Bewerken kan vervolgens de video bewerkt worden. In de modus Film maken kan een videobestand of video dvd gemaakt worden van het bewerkte eindresultaat.

## Edities
Er bestaan drie edities van Pinnacle Studio: Pinnacle Studio, Pinnacle Studio Plus en Pinnacle Studio Ultimate.
De nieuwste versie van Pinnacle Studio is versie 23 en is beschikbaar voor Windows 10, Windows 8.x, Windows 7, 64-bits besturingssysteem sterk aanbevolen